# Прищепа Роман Вікторович
Рома́н Ві́кторович Прище́па (1987—2014) — капітан, командир самохідно-артилерійської батареї самохідно-артилерійського дивізіону бригадної артилерійської групи 25-ї повітряно-десантної бригади високомобільних десантних військ Сухопутних військ Збройних Сил України.

## Життєпис
Народився 1987 року в місті Полтава; закінчив загальноосвітню школу.
2008 року закінчив Львівський інститут Сухопутних військ Національного університету «Львівська політехніка» за спеціальністю «Бойове застосування та управління діями підрозділів наземної артилерії».
19 червня 2014 року під час проведення операцій зі знищення укріпленого блокпосту проросійських збройних формувань поблизу населеного пункту Ямпіль Донецької області капітан Прищепа був поранений у шию внаслідок підриву машини управління «Реостат» на керованому фугасі, але незважаючи на це відмовився від евакуації та продовжував керувати підрозділом до кінця бою. Почав лікувати поранення в Харкові, потім авіацією був доставлений в київський шпиталь. За 6 днів переніс 8 операцій. Пізніше був направлений на реабілітацію в Ірпінський військовий шпиталь.
Загинув за незрозумілих обставин. 2 серпня 2014 року у шпиталь прийшли волонтери, щоб привітати десантників з професійним святом. Пізніше десантники сходили на шашлики. Один з пацієнтів палати, в якій лежав капітан Прищепа, побажав йому доброї ночі о 22-й годині. На наступний день дружина зателефонувала черговій медсестрі, але та не знала, де перебуває пацієнт. У міліції повідомили, що капітана впізнали серед трупів у морзі. За офіційною версією загинув у ДТП в 11 кілометрах від шпиталю. При цьому був в шпитальних капцях і одязі, без документів і грошей. За словами правоохоронців у загиблого було 2,4 проміле алкоголю в крові, хоча Роман не зловживав алкоголем.

## Нагороди
- 26 липня 2014 року — за особисту мужність і героїзм, виявлені у захисті державного суверенітету та територіальної цілісності України, вірність військовій присязі під час російсько-української війни, відзначений — нагороджений орденом Богдана Хмельницького III ступеня.